# Бедретто
Бедретто (італ. Bedretto) — громада  в Швейцарії в кантоні Тічино, округ Левентіна.

## Географія
Громада розташована на відстані близько 95 км на південний схід від Берна, 55 км на північний захід від Беллінцони.
Бедретто має площу 75,2 км², з яких на 1% дозволяється будівництво (житлове та будівництво доріг), 24,6% використовуються в сільськогосподарських цілях, 15% зайнято лісами, 59,4% не є продуктивними (річки, льодовики або гори).

## Демографія
2019 року в громаді мешкало 106 осіб (+65,6% порівняно з 2010 роком), іноземців було 12,3%. Густота населення становила 1 осіб/км².
За віковим діапазоном населення розподілялося таким чином: 6,6% — особи молодші 20 років, 63,2% — особи у віці 20—64 років, 30,2% — особи у віці 65 років та старші. Було 58 помешкань (у середньому 1,7 особи в помешканні).